# Осада Адрианополя (813)
Осада Адрианополя — состоявшаяся в 813 году успешная осада византийского города Адрианополя войском болгар хана Крума; эпизод болгаро-византийской войны 807—815 годов.
Об осаде Адрианополя и связанных с ней событиях сообщается в нескольких раннесредневековых византийских источниках. Из них наиболее подробными нарративными источниками являются «Хронография» Феофана Исповедника и его продолжателя, хроника неизвестного писателя, сочинения Игнатия Диакона, Георгия Амартола, Симеона Метафраста, Иосифа Генезия и Льва Грамматика.
В начале IX века Адрианополь, находившийся на пересечении стратегически важных дорог европейской части Византии (в том числе, ведших в Константинополь), был столицей фемы Македония. Он являлся одним из наиболее укреплённых византийских городов на Балканском полуострове. Адрианополь неоднократно использовался императорами как база для ведения военных действий против Первого Болгарского царства, из-за чего болгары несколько раз безуспешно пытались им овладеть.
Очередная болгаро-византийская война началась в 807 году. С самого начала успех в ней по большей части сопутствовал болгарам. 22 июня 813 года те в сражении при Версиникии одержали крупную победу над императором Михаилом I Рангаве. Это позволило воинам Крума овладеть рядом византийских крепостей во Фракии. Однако находившийся вблизи места битвы хорошо укреплённый Адрианополь они быстро захватить не смогли. Оставив войско под командованием своего неупомянутого в источниках по имени брата (предполагается, что им мог быть кавхан Дукум) осаждать город, Крум с большей частью болгарской армии двинулся к Константинополю. Так как блокированные в Адрианополе византийцы не могли оказать помощь столице, 17 июля болгары начали осаду Константинополя.
После организованной новым императором Львом V Армянином неудачной попытки убить Крума все мирные переговоры с византийцами ханом были прекращены. Болгары разорили окрестности Константинополя, но взять город так и не смогли.
Сняв осаду со столицы Византии, Крум, «этот новый Синаххериб», по выражению Феофана Исповедника, с войском направился ко всё ещё блокированному его братом Адрианополю. По пути болгары захватили несколько городов и крепостей: Силимврию, Даонин, Редасто и Априй; только благодаря мощным укреплениям византийцам удалось отстоять Гераклею; многие местные жители были убиты или угнаны на северный берег Дуная. Несмотря на использование болгарами осадных орудий, адрианопольцы довольно долго защищались. Однако не имея возможности получить помощь извне, осаждённые с началом в городе голода были вынуждены сдаться осенью 813 года. Намереваясь ослабить власть византийцев над Фракией, Крум приказал угнать в Болгарию горожан Адрианополя. Всего за Дунай были переправлены около 10 000 человек (по утверждению В. Златарского, помимо женщин и детей), включая адрианопольского епископа Мануила и тогда ещё малолетнего будущего императора Василия I Македонянина вместе с его родителями. В самом же Адрианополе был размещён болгарский гарнизон под командованием брата Крума.
Адрианопольцы были расселены вблизи устья Дуная, где место их обитания стало называться Македонией. В 837 году бо́льшая часть этих поселенцев возвратились на родину. Зимой 813/814 годов во время нового похода болгары захватили в окрестностях Адрианополя ещё около 55 000 византийцев и также увели их в Болгарию. Однако в отличие от жителей города эти пленники были проданы в рабство. Вероятно, переселением столь большого количества пленных из Фракии и Македонии Крум намеревался ослабить не только экономическое положение Византии, лишавшейся многих работников и налогоплательщиков, но и создать трудности для комплектования войск и гарнизонов в этих пограничных с Болгарией областях. Епископ Мануил и несколько сотен других пленных византийцев за свою приверженность христианству были в начале 815 года казнены.
По одним данным, активные военные действия между болгарами и византийцами прекратились незадолго до или сразу же после скоропостижной смерти Крума 13 апреля 814 года. По другим свидетельствам, после кончины хана в Болгарии началась борьба за власть, во время которой престолом один за другим владели два родственника Крума — Дукум и Диценг, продолжившие вести войну с Византией. По ещё одному мнению, ставший ханом сын Крума Омуртаг потерпел от византийцев тяжёлое поражение в сражении при Месембрии. Как бы не развивались события в первый год после смерти Крума, достоверно известно, что зимой 815/816 года Омуртаг и Лев V Армянин заключили Тридцатилетний мир. Согласно Сулейманкёйской надписи, одним из условий договора было сохранение Адрианополя в составе Византии.

## Комментарии
1. ↑  В «Минологии Василия II»[16] ошибочно утверждается, что Мануил и многие адрианопольцы были убиты вскоре после взятия города по приказу болгарина Цока[17][18].